# Козловська Валерія Євгенівна
Вале́рія Євге́нівна Козло́вська (*20 червня 1889 р., Бурімка нині Ічнянський район — †6 травня 1956 р., Нью-Йорк) — український археолог і музейник, одна з перших жінок-археологів, член Археологічної секції Українського Наукового Товариства ім. Т. Г. Шевченка.
Є однією з перших жінок-археологів України. Проте сторінки її життя та наукова діяльність відомі лише вузькому колу фахівців. Вона є автором понад 50 наукових статей та повідомлень з археології України. Але в радянські часи багатьох вчених було оголошено «ворогами народу», їх наукові праці забороняли, імена викреслювали.
1911 року її залучено до упорядкування фондів музею Волинської губернії в Городку, створеного на кошти барона Ф. Р. Штейнгеля. По тому працює в експедиції В. В. Хвойки по дослідженні стародавнього Білгорода (Білогородка Києво-Святошинського району).
За час своєї наукової діяльності зібрала та впорядкувала близько 50 тисяч археологічних експонатів. Загалом провела 44 польові розвідки та розкопки. В її творчому доробку близько 40 наукових праць — дослідження трипільської культури, ранніх слов'ян та князівської доби.

## Творчий шлях
Навчалася на історико-філологічному відділенні Вищих жіночих курсів у Києві (ВЖК). Викладачами тут були відомі київські професори: Ю. А. Кулаковський — член кореспондент Імператорської Академії наук по відділу класичної філології і археології, візантолог; В. Н. Перетц — дійсний член Українського Наукового Товариства у Києві, голова філологічної секції, філолог, історик української і російської літератури. Курс «Руські старожитності» викладав професор В. Ю. Данилевич — доцент Університету Св. Володимира, історик і археолог, учень В. Б. Антоновича.
У жовтні 1914 року на зборах історико-філологічного факультету ВЖК, її обрано хранителем Археологічного музею. Дипломна робота — «рос. Славянские курганы и городища, как исторический источник» — увійшла в збірку статей Археологічного музею ВЖК за 1914 рік.
Влітку того року тяжко хворий Хвойка їй доручає самостійно проводити розкопки окремих ділянок у Білгородці.
Перші самостійні археологічні розкопки В. Є. Козловська проводить улітку 1916 року поблизу села Сушківка на Черкащині. З цих розкопок поселення трипільської культури походить мальований глиняний посуд, антропоморфну пластику, особливу увагу привертає знахідка глиняної моделі «хатки».
Влітку 1919 року проводить розкопки слов'янського могильника біля села Віта-Поштова на Київщині.
1921 року — в складі ініціативної групи по заснуванню Археологічного Комітету при ВУАН по допомозі місцевим музеям та товариствам охорони пам'яток старовини і мистецтва.
1925 року — публікує працю «Археологічні пам'ятки часів князівської доби коло с. Поштова Віта на Київщині».
Розширення функцій Археологічного комітету привело до його перетворення в червні 1924 р. у Всеукраїнський археологічний комітет (ВУАК) при ВУАН.
Протягом всього часу діяльності ВУАК В. Є. Козловська була його дійсним членом, вченим секретарем археологічної і мистецтвознавчої секцій, поєднуючи при цьому велику організаційну роботу з активними польовими дослідженнями. Вона брала участь в організації щорічних виставок за результатами розкопок, формувала та редагувала періодичні видання та збірки статей, а також виконувала конкретні завдання щодо організації досліджень слов'янських старожитностей України.
Як досвідчений археолог вона брала участь в археологічних розкопках курганів епохи бронзи та раннього заліза (Горбаківка, Семківка, Пилипча), могильників та поселень черняхівської культури (Ромашки, Жуківці, Дідівщина), обстежила городища та могильники давньоруського часу (Київ, Ржищів, Ходорів, Білогородка, Буки, Шарки, Біла Церква).
1926 року — в експедиції на колишній садибі Трубецького під рукою С. Гамченка.
В 1927—1932 роках — археологічна експедиція під рукою Д. І. Яворницького на Дніпробуді.
1930 року проводить археологічні дослідження на горі Дитинка, також були археологічні розкопки на горі Киселівці. Цього ж року виходять друком дві її праці: «Значіння проф. В. Б. Антоновича в українській археології» та «Давні хрести в районі між м. Ржищевом і с. Ходоровим Київської округи».
Призначена директоркою Археологічного музею.
1932 року працює в експедиції під веденням Т. М. Мовчанівського в Райках.
1934 року — в складі Трипільської експедиції АН України — розкопки трипільського поселення біля села Халеп'я в урочищі Коломійщина.

## Гоніння
20-ті роки ХХ ст., не дивлячись на складні умови політичного протистояння, стали періодом відродження української культури і науки.
У період, коли в музеях посилювалася ідеологізація навчального процесу, суворо контролювалася наукова діяльність, був звільнений з посади директора Всеукраїнського Історичного музею ім. Т. Шевченка М. Ф. Біляшівський, трагічно загинув Д. Щербаківський.
Репресії проти інтелігенції провадились по всьому СРСР, але науковці в Україні обвинувачувались ще і в «буржуазному націоналізмі». Репресії почалися в зв'язку з так званою «справою Спілки Визволення України (СВУ)». Поштовхом до переслідувань археологів і музейних працівників було обвинувачення археології в СРСР, яка «ще не пережила своєї революції і досі залишається на дореволюційних, антисовєтських позиціях і є найбільш відсталою ділянкою серед історичних наук». Від цього часу саму назву «археологія», як дореволюційну, було заборонено і змінено «історією матеріальної культури».
Тоді ж почалася «реорганізація» археологічних установ і музеїв. Компартія висунула гасло — «музеї не для експозиції речей, а для експозиції ідей» і музеї перебудовували за новими принципами — походження людини з тваринного світу, основні соціально-економічні формації та класова боротьба в розвитку суспільства, соцбудівництво. В експозиціях з'явились численні гіпсові скульптури, діаграми, плакати з поясненнями та обов'язковими текстами «класиків марксизму-ленінізму». За ці роки «реорганізації» загинуло не тільки багато речей, але й музейних працівників.
З притаманною молодості певністю, Валерія брала участь у різних справах. Вона активно працювала по заснуванню в Києві Археологічного інституту, брала участь у багатьох інституціях, що зосереджували та пам'яткоохоронні роботи.
Як член Археологічної секції Українського Наукового Товариства ім. Т. Г. Шевченка (УНТ), Валерія бере участь у підготовці проекту Положення про археологічну секцію, який передбачав цілісну систему наукового дослідження пам'яток: опис, замальовки, фотографування, складання креслень, реставрацію, а також нагляд за тим, щоб Травнем 1933 надруковано статтю в газеті «За Радянську Україну»: «Припинити ганебну бездіяльність Археологічного музею» зі звинуваченнями керівництва музею у «браку пильності, невмінні притягти широку громадськість до праці в музею, загальну бездіяльність, відсталість від сучасної науки». По цьому випаду музей розформований. В липні 1933 її було «з роботи директора археологічного музею негайно знято», заарештовано і звинувачено у належності до «контрреволюційної» організації «Спілка Визволення України». За відсутністю доказів звільнена.
У березні 1934 року кваліфікаційна комісія при Всеукраїнському історичному музеї не атестувала її не атестовує, робити по фаху не стало можливості.

## У часі окупації та еміграція
У вересні 1941 після окупації Києва нацисти видають наказ, щоб всі, хто, працював в місті до окупації, продовжували роботу. Починає працювати в новоствореному Крайовому музеї прадавньої та давньої історії.
Науковими співробітниками музею розбирались речи, складались огляди з ретельними реєстрами, готувалась експозиція. Про зустріч з київською дослідницею в грудні 1941 р. згадує у своєму щоденнику угорський археолог Нандор Феттіх: "Чисту археологію представляє Валерія Євгенівна Козловська. Вона в літах, авторитетна особистість. Її цікавлять старовинні угорські об'єкти з періоду переселення народів. Вона нічого не показала нам зі своїх зібрань, сказавши, що у них незначна кількість матеріалів, по-перше, а по-друге, вони ось-ось мають переселитися з будинку академії, тому всі предмети спаковано. Вона є автором статті «Срібний скарб часів великого переселення народів з села Фатівиж на Чернігівщині».
Восени 1943 р., з наближенням лінії фронту, нацисти розробили плани вивезення культурних цінностей з України, в тому числі з Києва. Музейники, за наказом, пакували експонати і складали докладні списки речей, що німці готували до вивезення.
Безумовно, В. Є. Козловська розуміла, що одне лиш те, що вона перебувала на окупованої німцями території, не залишало їй шансів для подальшого безпечного перебування в Києві.
В березні 1943 р. помирає ії 82-річна мати, а восени В. Є. Козловська назавжди покидає місто. За деякими даними, вона «вивезла на Захід архів В. В. Хвойки і частину речей з археологічних колекцій», проте ці відомості не підтверджуються фактичними доказами.
Пізніше, в своєму життєписі, В. Є. Козловська напише: «Емігрувавши, я мешкала деякий час в Здолбунові, Львові, Кракові. У Львові працювала в Археологічному музеї. Навесні 1944 р., під час евакуації Львівського музею, переїхала до Німеччини, до Гегштедту (на Дунаї), де працювала в Інституті праісторії, який скупчив в собі археологічні збірки, вивезені німцями з різних місць України».
Цей маршрут переміщення В. Є. Козловської після від'їзду з Києва, збігається з маршрутом пересування колекцій з українських музеїв, що досліджено науковцями Комісії з питань повернення культурних цінностей, що було вивезено з України в часи Другої світової війни.
1949 року стає дійсним членом УВАН в історико-філологічному відділі за спеціальністю археологія у Вінніпезі.
З 1950 року мешкає в Нью-Йорку. Там підтримує наукові зв'язки, залучається до підготовки перших трьох томів «Енциклопедії Українознавства» за редакцією В. Кубійовича.
Була співавторкою статей в розділі «Археологія».
Особистий архів зберігається в архіві-бібліотеці Української Вільної Академії наук у Нью-Йорку.

## Праці
Серед її праць:
- 1926 — редагувала збірник «Трипільська культура на Україні»,
- 1926—1927 — збірник «Коротке звідомлення ВУАК» за 1925-26 роки ",
- 1928 — «Провідник по археологічному відділу Всеукраїнського історичного музею ім. Т.Шевченка у Києві»,
- 1928 — «Чернігів і північне Лівобережжя»,
- 1930—1931 — редагувала 1-3 частини «Хроніки археології та мистецтва»
- статті про Ернста Штерна та Дмитра Щербаківського.

В. Є. Козловська продовжувала підтримувати наукові зв'язки з колегами-фахівцями, була залучена до підготовки перших трьох томів «Енциклопедії Українознавства» за редакцією проф. В. Кубійовича, була співавтором статей в розділі «Археологія» (доба переселення народів та княжа доба).
Останні роки життя вона мешкала в Ютиці (Нью-Йорк), де і завершила свій життєвий шлях 6 травня 1956 року. Її особистий архів зберігається в архіві-бібліотеці Української Вільної Академії у Нью-Йорку (США).
В Україні зберігається значна колекція предметів з розкопок Валерії Євгенівни Козловської. Про діяльність однієї з перших жінок-археологів України нагадують археологічні збірки у краєзнавчому музеї міста Біла Церква Київської області і Національному музеї історії України.